# Мохамед Хуссейн Заруг
Мохамед Хуссейн Заруг (Mohamed Hussein Zaroug) — суданський дипломат. Надзвичайний і Повноважний Посол Судана в Україні (2010—2013).

## Життєпис
Мохамед Хуссейн Заруг здобув ступінь доктора філософії з міжнародного і європейського права в Королівському коледжі в Лондоні; Ступінь магістра в галузі права в Університеті Відня і ступінь бакалавра в області права (LLB) з Ісламського університету в Омдурмані. Він володіє арабською, англійською та німецькою мовами.
У 1990—1996 рр. — перший секретар і радник посольства в Німеччині;
У 1998—2003 рр. — радник і повноважний міністр посольства в Йорданії;
У 2006—2009 рр. — заступник глави місії посольства в Сполученому Королівстві;
У 2019—2013 рр. — Надзвичайний і Повноважний Посол Судану в Російській Федерації;
У 2010—2013 рр. — Надзвичайний і Повноважний Посол Судану в Україні, Азербайджані, Білорусі, Таджикистані, Узбекистані за сумісництвом;
За час своєї кар'єри з Міністерством закордонних справ Судану, в якому він працює з 1986 року, представляв уряд як глава суданської делегації в Об'єднаної комітеті між Єгиптом і Суданом; глава суданської делегації в Об'єднаній комісії щодо встановлення кордону між Ефіопією і Суданом; член урядової делегації на мирних переговорах між Суданом і колишніми повстанцями Судану Народно-визвольний рух і Генеральним координатором розмежування кордонів між Суданом і Південним Суданом.
З 17 вересня 2014 року — Постійний представник Судану в Міжнародних організаціях при Організації Об'єднаних Націй у Відні, Мохаммед Хусейн Хассан Заруг вручив вірчі грамоти Генеральному директору Відділення Організації Об'єднаних Націй у Відні, Юрію Федотову.
З 02 жовтня 2014 року — Надзвичайний і Повноважний Посол Судану в Австрії.